# Relações entre França e Vietnã
As relações entre França e Vietnã são as relações diplomáticas estabelecidas entre a República Francesa e a República Socialista do Vietnã. Ambos os países possuem laços históricos importantes, devido ao Vietnã ter sido parte do Império Colonial Francês. O colonialismo francês no Vietnã durou mais de seis décadas. No final da década de 1880, a França controlava o Vietnã, Laos e Camboja, a que se referia como Indochina Francesa.